# Liste der Baudenkmale in Schwielowsee
In der Liste der Baudenkmale in Schwielowsee sind alle Baudenkmale der brandenburgischen Gemeinde Schwielowsee und ihrer Ortsteile aufgelistet. Grundlage ist die Veröffentlichung der Landesdenkmalliste mit dem Stand vom 31. Dezember 2020. Die Bodendenkmale sind in der Liste der Bodendenkmale in Schwielowsee aufgeführt.

## Baudenkmale in den Ortsteilen
In den Spalten befinden sich folgende Informationen:
- ID-Nr.: Die Nummer wird vom Brandenburgischen Landesamt für Denkmalpflege vergeben. Ein Link hinter der Nummer führt zum Eintrag über das Denkmal in der Denkmaldatenbank. In dieser Spalte kann sich zusätzlich das Wort Wikidata befinden, der entsprechende Link führt zu Angaben zu diesem Denkmal bei Wikidata.
- Lage: die Adresse des Denkmales und die geographischen Koordinaten. Link zu einem Kartenansichtstool, um Koordinaten zu setzen. In der Kartenansicht sind Denkmale ohne Koordinaten mit einem roten beziehungsweise orangen Marker dargestellt und können in der Karte gesetzt werden. Denkmale ohne Bild sind mit einem blauen bzw. roten Marker gekennzeichnet, Denkmale mit Bild mit einem grünen beziehungsweise orangen Marker.
- Bezeichnung: Bezeichnung in den offiziellen Listen des Brandenburgischen Landesamtes für Denkmalpflege. Ein Link hinter der Bezeichnung führt zum Wikipedia-Artikel über das Denkmal.
- Beschreibung: die Beschreibung des Denkmales
- Bild: ein Bild des Denkmales und gegebenenfalls einen Link zu weiteren Fotos des Baudenkmals im Medienarchiv Wikimedia Commons

### Caputh
Caputh liegt am südlichen Ufer der Havel, etwa 7 Kilometer von Potsdam entfernt. Im Norden befinden sich der Templiner See und der Schwielowsee. Seit dem 18./19. Jahrhundert wird der Ort erweitert. Ab dem Beginn des 20. Jahrhunderts entstanden Villen auf den Hang- und Wassergrundstücken.
| ID-Nr.   | Lage                                         | Bezeichnung | Beschreibung | Bild |
| -------- | -------------------------------------------- | --- | --- | --- |
| 09190646 | Am Bahnhof, Geltower Chaussee 3, 5 (Lage)    | Bahnhof Caputh-Geltow mit Empfangsgebäude, Güterschuppen, Laderampe und Ladestraße, Toilettenhäuschen mit Mauer zur Straße, Stellwerk, Beamtenwohnhaus (Geltower Chaussee 3), Beamtenwohnhaus (Geltower Chaussee 5) sowie kleinem Wirtschaftsgebäude gegenüber dem Empfangsgebäude | Der Bahnhof wurde um 1908 erbaut. Es ist ein ein- und zweigeschossiger Bau im neugotischen Stil. Die Fassade ist asymmetrisch gestaltet, herausragen ist der Treppenhausturm. Zu dem Bahnhof gehören weitere Gebäude, so zwei Beamtenwohnhäuser, 1910 und 1915 erbaut. Es sind zweigeschossige Ziegelhäuser. Das Stellwerk südlich des Bahnhofes wurde in den 1930er Jahren erbaut, heute ist es ein Wohnhaus. | weitere Bilder |
| 09190748 | Am Sonnenhang 2 (Lage)                       | Genesungsheim | | Genesungsheim |
| 09190125 | Am Waldrand 15, 17 (Lage)                    | Einsteinhaus mit zugehörigem Gartenhaus | Das Einsteinhaus war das Sommerhaus Albert Einsteins und wurde aus Holz 1929 von Konrad Wachsmann errichtet. Es ist ein ein- und zweigeschossiges Holzhaus mit Walmdach, der Untbau ist massiv. Seit 2005 ist es eine Gedenkstätte. | weitere Bilder |
| 09190718 | Am Waldrand 19 (Lage)                        | Wohnhaus | Das Haus Stern wurde 1927 bis 1928 erbaut. Erbaut wurde es als Wochenendhaus für Adolf Stern, Regierungsbaumeister aus Berlin, im Stil des Neuen Bauens errichtet. Der zwei- bis dreigeschossiger Bau wurde aus mehreren Kuben zusammengefügt. Das Innere ist im wesentliche erhalten geblieben. | BW |
| 09190959 | Am Kleinen Wentorf 7 (Lage)                  | Wohnhaus | | Wohnhaus |
| 09190961 | Am Kleinen Wentorf 11 (Lage)                 | Wohnhaus mit Wirtschaftsgebäude und Torpfeilern | | Wohnhaus mit Wirtschaftsgebäude und Torpfeilern                                                                              |
| 09191406 | Friedrich-Ebert-Straße 12 (Lage)             | Neue Schule (heute: Grundschule Albert Einstein) | Erbaut wurde die Schule von 1909 bis 1910 (Erweiterung 1914 und 1925; Erbauungstafel im Eckteil der linken Gebäudehälfte). Die Verzögerung im zweiten Bauabschnitt erklärt sich durch den Ersten Weltkrieg und die Inflation bis 1923. Es ist ein verputzter zweigeschossiger Ziegelbau mit zwei symmetrischen Baukörpern. Diese sind bedacht mit Krüppelwalmdächern. Zwischen den beiden Baukörpern befindet sich der Eingang. Die Klassenzimmer sind im Inneren im Wesentlichen erhalten geblieben. Typischer Schulbau der Zeit um 1910, der sich mit seiner Putz-Ziegelarchitektur und der gegliederten Dachlandschaft von den älteren Schulbauten absetzt. In ihren fast schon kleinstädtischen Ausmaßen spiegelt die Caputher Neue Schule Bevölkerungswachstum und Aufschwung der Gemeinde in Wilhelminischer Zeit. | Neue Schule (heute: Grundschule Albert Einstein)                                                                             |
| 09190126 | Geschwister-Scholl-Straße 8 (Lage)           | Haus Magnus Zeller | Architekt Fritz Höger | Haus Magnus Zeller |
| 09190920 | Geschwister-Scholl-Straße 11 (Lage)          | Wohnhaus | Das Wohnhaus wurde 1928 im Stil des Neuen Bauens errichtet. Es ist ein zwei- bis dreigeschossiger Bau aus Kuben. Die Fenster sind unregelmäßig angeordnet und haben unterschiedliche Formate. Das obere Geschoss nimmt nur die Hälfte des Geschosses ein, die andere Hälfte des Geschosses ist eine Terrasse. | Wohnhaus |
| 09190869 | Geschwister-Scholl-Straße 13a (Lage)         | Garten mit Pavillon und Grotten | | Garten mit Pavillon und Grotten                                                                                              |
| 09190918 | Geschwister-Scholl-Straße 14 (Lage)          | Wohnhaus (Villa am Berg) | Die Villa wurde 1914 erbaut, der Bauherr war möglicherweise der Schriftsteller Ludwig Fink. Es ist ein zweigeschossiger Ziegelbau mit einem Turm. Zu der Villa gehören zwei Nebengebäude. | Wohnhaus (Villa am Berg) |
| 09190798 | Geschwister-Scholl-Straße 24 (Lage)          | Wohnhaus | | Wohnhaus |
| 09190870 | Geschwister-Scholl-Straße 28 (Lage)          | Villa (Villa Übersee) | | Villa (Villa Übersee) |
| 09190738 | Geschwister-Scholl-Straße 29 (Lage)          | Haus „von Rochow“ | Das Haus wurde 1929/1930 nach Plänen des Potsdamer Architekten Heinrich Laurenz Dietz erbaut. Bauherrinnen waren Annemarie von Rochow und Antonie Hübner. Es ist ein ein- und zweigeschossiger Bau mit einem Flachdach im Stil des Neuen Bauens. Die nördliche Seite hat einen runden Abschluss. | Haus „von Rochow“ |
| 09190328 | Geschwister-Scholl-Straße 33 (Lage)          | Altmann-Garten | | Altmann-Garten |
| 09191076 | Geschwister-Scholl-Straße 37 (Lage)          | Wohnhaus (Villa Mattersdorf) mit Hausgarten | | Wohnhaus (Villa Mattersdorf) mit Hausgarten                                                                                  |
| 09190956 | Kastanienallee 30 (Lage)                     | Wohnhaus/Sommerhaus | Die Villa wurde 1912 errichtet (Umbau 1920/29, renoviert nach 2000). Eingeschossiger Putzbau mit mächtigem Mansardwalmdach. Gartenseite aufgrund Hanglage zweigeschossig. Beispiel für neobarocke Tendenz im Villenbau der 1910er Jahre (Mansarddach, geschwungene Eingangsverdachung, Ovalfenster), die hier mit der bodenständigen, klaren Architektur des Heimatstils verschmilzt. | Wohnhaus/Sommerhaus |
| 09190949 | Krughof 28 (Lage)                            | Wohnhaus mit Stallgebäude | Das Wohnhaus wurde wahrscheinlich in der zweiten Hälfte des 18. Jahrhunderts erbaut. Es ist ein traufständiges, eingeschossiges Haus mit einem Satteldach und drei Achsen. Heute befindet sich hier das Heimatmuseum. | Wohnhaus mit Stallgebäude |
| 09190978 | Lindenstraße 1 (Lage)                        | Forstgehöft, bestehend aus Wohnhaus, Stall und Scheune | Ursprünglich am Waldrand gelegen. Errichtet wohl in den 1820er Jahren als eines der ältesten Zeugnisse ländlichen Bauens in Caputh (Fachwerkscheune). Das Wohnhaus (rechte Hofseite), errichtet 1890/91. Eingeschossiger roter Sichtziegelbau mit Satteldach. Stall (linke Hofseite) errichtet 1873/74 an Stelle eines abgelegenen Vorgängers, Fachwerk (1895 erweitert). Eingeschossiger gelblicher Ziegelbau mit Satteldach. Scheune um 1827 errichtet (1862 erweitert). Hinter der Scheune DDR Holzschuppen. An das Gehöft angrenzend der ursprüngliche Forstacker. | Forstgehöft, bestehend aus Wohnhaus, Stall und Scheune                                                                       |
| 09191103 | Lindenstraße 22 (Lage)                       | Wohnhaus / Sommerhaus (linke Hälfte eines Doppelhauses) | Datiert auf frühes 18. Jh. Linke Haushälfte eines eingeschossigen Doppelhauses. Die Reetbedeckung des Satteldaches (jetzt Ziegelstein) zog sich ursprünglich über beide Doppelhaushälften. Es steht beispielhaft für die Caputher Ortsgeschichte und Ortsprägung. | Wohnhaus / Sommerhaus (linke Hälfte eines Doppelhauses)                                                                      |
| 09190952 | Lindenstraße 39 (Lage)                       | Schul- und Küsterhaus | Das Haus wurde von 1830 bis 1832 erbaut. Das Gebäude wurde bis nach dem Zweiten Weltkrieg als Schule genutzt, danach war es ein Gemeindehaus. Es ist ein eingeschossiges, traufständiges Haus mit einem Satteldach. Die Fassade ist einfach gehalten, das Haus hatte ursprünglich fünf Achsen. 1982 wurden rechts zwei Achsen hinzugefügt. | Schul- und Küsterhaus |
| 09190952 | Lindenstraße 44 (Lage)                       | Wohnhaus (linke Hälfte eines Doppelhauses) | Linke Haushälfte eines Doppelhauses, eingeschossig, Satteldach (Ziegelstein). Zur Beschreibung können derzeit keine weiteren validen Einträge erfolgen, da es sich bei der eingetragenen ID-Nr. fälschlicherweise um die ID-Nr. der vorangegangenen Lindenstraße 39 handelt. | Wohnhaus (linke Hälfte eines Doppelhauses)                                                                                   |
| 09190916 | Lindenstraße 45 (Lage)                       | Wohnhaus | | Wohnhaus |
| 09190917 | Lindenstraße 49 (Lage)                       | Wohnhaus | | Wohnhaus |
| 09190793 | Lindenstraße 56 (Lage)                       | Wohnhaus | | Wohnhaus |
| 09190972 | Michendorfer Chaussee (Lage)                 | Friedhofskapelle mit Nebengebäude, auf dem Waldfriedhof | Die Friedhofskapelle wurde 1937 nach einem Entwurf der Potsdamer Architekten Otto von Estorff und Gerhard Winkler erbaut. Es ist ein Ziegelbau mit einem Satteldach. Die Kapelle steht in Nord-Süd-Richtung, an der südlichen Seite ist ein Rundbogenportal, an der nördlichen Seite eine halbrunde Apsis. Nördlich der Kapelle befindet sich ein Nebengebäude. | Friedhofskapelle mit Nebengebäude, auf dem Waldfriedhof                                                                      |
| 09190960 | Potsdamer Straße 16 (Lage)                   | Wohnhaus | | Wohnhaus |
| 09190953 | Schwielowseestraße 46 (Lage)                 | Wohnhaus mit Nebengebäude und Torhaus | | Wohnhaus mit Nebengebäude und Torhaus                                                                                        |
| 09190962 | Schwielowseestraße 64 (Lage)                 | Wohnhaus | | Wohnhaus |
| 09191298 | Schwielowseestraße 68 (Lage)                 | Wohnhaus | | Wohnhaus |
| 09190971 | Schwielowseestraße 72, 107 (Lage)            | Villa mit Einfriedung | Das Haus wurde von 1918 bis 1920 erbaut. Bauherr war die Familie von Simson. Es ist ein Ziegelbau, ähnlich einer Burg mit einem Turm erbaut. Gegenüber der Villa (Hausnummer 107) befinden sich Kutscherhaus und Pferdeställe. | Villa mit Einfriedung |
| 09190127 | Schwielowseestraße 76 (Lage)                 | Villa | | Villa |
| 09190645 | Schwielowseestraße 82 (Lage)                 | Wohnhaus | | BW |
| 09190950 | Schwielowseestraße 84b (Lage)                | Wohnhaus | | BW |
| 09191137 | Schwielowseestraße 86 (Lage)                 | Villa mit Nebengebäude | | Villa mit Nebengebäude |
| 09190123 | Straße der Einheit 1 (Lage)                  | Kirche | Die Dorfkirche Caputh entstand in den Jahren 1850 bis 1852 nach einem Entwurf von Friedrich August Stüler im Stil des Historismus. Die Ausstattung ist bauzeitlich. | weitere Bilder |
| 09190124 | Straße der Einheit 2 (Lage)                  | Schloss (SPSG) | Das Schloss wurde im Jahre 1662 auf Resten eines Vorgängerbaue von Philip de Chiese erbaut. Es ist ein neunachsiger Bau mit einem Walmdach. Zur Straße hin existieren zwei Eckpavillons mit Mansardwalmdach. In der Mitte befindet sich von Hof aus der Eingang. Auf der Gartenseite ist die Mitte durch ein Risalit betont, hier befindet sich der Eingang. Vor diesem Eingang führt eine doppeltläufige, geschwungene Freitreppe zum Garten. Die Fassade aus der Bauzeit ist noch erhalten. | weitere Bilder |
| 09190003 | Straße der Einheit 2, Lindenstraße 60 (Lage) | Schlosspark mit Kavaliershaus (SPSG) | | Schlosspark mit Kavaliershaus (SPSG)                                                                                         |
| 09190661 | Straße der Einheit 2, 2a (Lage)              | Wirtschaftshof des Schlosses Caputh mit Pächterhaus, Brauereigebäude, Resten des Brennereigebäudes und straßenseitiger Mauer | | Wirtschaftshof des Schlosses Caputh mit Pächterhaus, Brauereigebäude, Resten des Brennereigebäudes und straßenseitiger Mauer |
| 09190128 | Straße der Einheit 4, 6 (Lage)               | Wohnhaus | | Wohnhaus |
| 09191075 | Straße der Einheit 40 (Lage)                 | Ladeneinrichtung | Das Haus wurde 1907 erbaut. Hier wurden dann die ältere Ladeneinrichtung eingebaut, diese stammt aus der Zeit um 1870. Ab 1908 befand sich hier die „Farben-Handlung, Medicinal-Drogerie, Parfümerie“. Eine in den Räumlichkeiten viele Jahre befindliche Partnerfiliale der Post schloss zum 28. Juni 2019. | Ladeneinrichtung |
| 09190757 | Straße der Einheit 86 (Lage)                 | Villa mit Nebengebäude und Pavillon | | Villa mit Nebengebäude und Pavillon                                                                                          |
| 09191420 | Weberstraße 30 (Lage)                        | Wohnhaus | | Wohnhaus |
| 09191421 | Weberstraße 64 (Lage)                        | Wohnhaus | | Wohnhaus |
| 09190928 | Weg zum Strandbad 1 (Lage)                   | Seilfähre „Tussy I“ | Die Fähre wurde 1942 in Dienst gestellt und 1998 stillgelegt, ab da übernahm die Fähre Tussy II den Fährbetrieb. Gebaut wurde die Fähre auf der Wiemann-Werft in Brandenburg an der Havel. Die Fähre hatte eine Tragfähigkeit von 21,3 Tonnen oder 215 Personen bei einer Länge von 17,40 Meter, einer Breite von 5,75 Meter und einer Höhe von 1,08 Meter. | weitere Bilder |
| 09190951 | Weinbergstraße 26 (Lage)                     | Wohnhaus (linke Seite eines Doppelhauses) mit Wirtschaftsgebäude | | Wohnhaus (linke Seite eines Doppelhauses) mit Wirtschaftsgebäude                                                             |

### Ferch
Das erste Mal wurde Ferch 1317 erwähnt. Markgraf Waldemar übergab in diesem Jahr die Gewässer zwischen Potsdam und Ferch dem Kloster Lehnin. Der Name Ferch kommt aus dem polabischen und bedeutet Höhe, Erhebung. Ferch wurde Ende des 19. Jahrhunderts zum Künstlerdorf, Karl Hagemeister, Carl Schuch sind Beispiele für Künstler, die hier wirkten.
| ID-Nr.   | Lage                              | Bezeichnung                 | Beschreibung | Bild                        |
| -------- | --------------------------------- | --------------------------- | --- | --------------------------- |
| 09190152 | Beelitzer Straße (Lage)           | Dorfkirche                  | Die Dorfkirche wurde zum Anfang des 18. Jahrhunderts erbaut. Es ist ein Fachwerkbau mit einem eingebundenen Turm und einen dreiseitigen Ostschluss. Der Eingang befindet sich an der Nordseite, im Westen der Kirche. Die Decke der Kirche ist blau bemalt, darauf befinden sich weiße Wolken, teilweise als Engel gemalt. Der Kanzelaltar wurde 1710/1712 erstellt. Der Taufengel wurde 1738 aufgehängt. | weitere Bilder              |
| 09190852 | Beelitzer Straße 1 (Lage)         | Wohnhaus (Kossätenhaus)     | Das Haus wurde in der zweiten Hälfte des 18. Jahrhunderts erbaut. Es ist ein eingeschossiges, giebelständiges Fachwerkhaus mit einem Satteldach. Das Dach ist mit Reet gedeckt und hat eine Fledermausgaube. Heute befindet sich hier das Museum der Havelländischen Malerkolonie. | Wohnhaus (Kossätenhaus)     |
| 09190841 | Beelitzer Straße 2 (Lage)         | Schule                      | Die Schule wurde 1899 erbaut, der Vorgängerbau war abgebrannt. Das eingeschossige Haus hat einen L-förmigen Rundriss, die Dächer sind Krüppelwalmdächer. Im Dachgeschoss befindet sich eine Wohnung. | Schule                      |
| 09191053 | Burgstraße 1a (Lage)              | Neue Schule                 | Die Neue Schule wurde von 1913 bis 1914 erbaut. Nach dem Zweiten Weltkrieg wurde das Haus Turnhalle und Kinderhort genutzt. Heute ist es eine Bürger-Begegnungsstätte, im Dachgeschoss ist eine Wohnung. Das Haus ein eingeschossiger Bau mit einem Mansarddach. | Neue Schule                 |
| 09191054 | Burgstraße 10 (Lage)              | Landhaus „Burg Ferch“       | Das Landhaus „Burg Ferch“ wurde 1912 erbaut. Es gab der Straße ihren Namen. Nach dem Zweiten Weltkrieg wurde das Haus vom FDGB übernommen und ab 1959 als Erholungsheim genutzt. Das Haus ist dreigeschossig und im Burgenstil errichtet worden. An der nördlichen Ecke befindet sich ein runder Eckturm. Auf den Mauerkronen befinden sich Zinnen, das Dach ist eine Dachterrasse. | Landhaus „Burg Ferch“       |
| 09190792 | Burgstraße 13 (Lage)              | Wohnhaus                    | Das Landhaus Brunner wurde von 1913 bis 1914 erbaut. Hier wohnte der Geheime Regierungsrat Brunner, er war auch Ortsvorsteher von Ferch. Von 1931 bis 1938 befand sich hier eine Märkische Volkshochschule, im Zweiten Weltkrieg war es ein Lazarett. Es ist ein großer zweigeschossiger Bau mit einem T-förmigen Grundriss. | Wohnhaus                    |
| 09190153 | Dorfstraße 7-13 (ungerade) (Lage) | Fischerhaus                 | Die Reihe von Häuser wurde möglicherweise in der zweiten Hälfte des 17. Jahrhunderts erbaut. Die Häuser wurden von Fischern bewohnt. Es sind vier traufständige, eingeschossige Häuser mit Satteldächern. Die Häuser wurden unterschiedlich renoviert, das ursprünglichste ist die Nummer 13. Hier befand sich eine Schwarze Küche. | Fischerhaus                 |
| 09191037 | Dorfstraße 27 (Lage)              | Wohnhaus mit Nebengebäude   | Kleiner eingeschossiger Fachwerkbau mit Reetdach, spätes 17. oder im 18. Jh. Später teils durch massives Mauerwerk ersetzt. Wirtschaftsgebäude etwa spätes 18./19. Jh., Reetdach. Letzte Zeugnisse des alten Ferch (hier bes. das Hauptgebäude). | Wohnhaus mit Nebengebäude   |
| 09190761 | Dorfstraße 32 (Lage)              | Sommerhaus mit Hausgarten   | Das Landhaus Heine wurde 1927 von Maurermeister Willy Ebel aus Ferch erbaut. Es ist ein fast quadratischer, eingeschossiger Bau mit einem Glockendach. Der Eingang ist zur Seeseite, davor eine Freitreppe. Der Garten ist schlicht, er besteht aus Rasenflächen mit Obstbäumen. | Sommerhaus mit Hausgarten   |
| 09191077 | Dorfstraße 44 (Lage)              | Wohnhaus und Hausgarten     | Das Haus Cobler wurde 1926 von Maurermeister Willy Ebel als Wochenendhaus erbaut. Im Jahre 1936 wurde es für den Fabrikbesitzer Willy Cobler zu einem Landhaus ausgebaut. Es ist ein eingeschossiger Bau mit einem Mansarddach. Im Garten befindet sich ein regelmäßiges Wegenetz und ein alter Baumbestand. Im westlichen Teil des Gartens befinden sich Puttenfiguren. | Wohnhaus und Hausgarten     |
| 09190760 | Fercher Bergstraße 25 (Lage)      | Wohnhaus                    | Das Wohnhaus wurde um 1930 im Stil des Neuen Bauens aus Holz errichtet. Das Haus liegt am Hang, zur Straßenseite ist es zweigeschossig. Der Grundriss des Hauses ist L-förmig. Das Dach ist ein Flachdach. | Wohnhaus                    |
| 09191073 | Kemnitzer Heide 10 (Lage)         | Wohnhaus                    | Das Waldarbeiterhaus in der Kemnitzer Heide 10 steht unter Denkmalschutz. Es entstand in den Jahren 1735/1740 und gehörte ursprünglich zum Gut Kemnitz. Im Jahr 1929 baute der Fercher Maurer- und Zimmermeister Willi Ebel das Gebäude um, damit es die Fürstin Bismarck-Schule in Berlin-Charlottenburg als Landschulheim nutzen konnte. Nach dem Zweiten Weltkrieg wurden Flüchtlinge einquartiert; anschließend erfolgte bis 2007 eine private Nutzung, bei der es zu einem zusehenden Verfall kam. Im Jahr 2011 erwarb ein neuer Eigentümer das Gebäude, sanierte es denkmalgerecht und vermarktet es seit 2015 als Ferienwohnung.                                                                          | Wohnhaus                    |
| 09191524 | Lienewitzweg 5 (Lage)             | Landhaus Frydrychowicz      | Datiert auf das Jahr 1937 im blickfangträchtigen Alpenland-Stil, weit zurückversetzt von der Straße am Rand der Hanglage, zweigeschossig, mit Fachwerk und Verschalung ausgearbeitet, großzügiges Satteldach (saniert um 2000). | Landhaus Frydrychowicz      |
| 09191084 | Neue Scheune 17 (Lage)            | Haus Gehrcke mit Hausgarten | Der Fachwerkbau wurde im 18. Jahrhundert erbaut, 1930 wurde es zum See hin erweitert. Ab 1927 wohnte hier der Maler Hans-Otto Gehrcke. Ab 1927 wurde der Naturgarten mit Unterstützung von Karl Foerster gestaltet. Ab 1989 wurde das Haus saniert. Es ist ein eingeschossiges Haus mit Satteldach. Auf dem Grundstück steht noch ein Wirtschaftsgebäude. Der Garten besteht aus einem oberen und einem unteren Teil, dazwischen verläuft ein öffentlicher Weg. Verbunden sind die Hälften mit einer Holzbrücke (Ingo-Brücke, 2017). Die unter der ID-Nr. angegebene Hausnummer 17 ist nicht korrekt. Das Grundstück läuft unter der Hausnummer 21 und liegt auf der gegenüberliegenden Seite von Hausnummer 17. | Haus Gehrcke mit Hausgarten |

### Geltow
Geltow wurde 993 das erste Mal urkundlich erwähnt. Geltow kam damals mit Potsdam durch eine Schenkung Otto III. an die Abtei zu Quedlinburg. Von 1844 bis 1893 wurde Gelow geprägt durch die Landesbaumschule. Lennè hat diese Landesbaumschule gegründet. Die Baumschule versorgte die königlichen Gärten mit Bäumen und Sträucher. Nach Schließung der Landesbaumschule wurde in Geltow der Obstanbau zum Haupterwerb. Zum Beginn des 20. Jahrhunderts besuchten Künstler Geltow, zum Beispiel Marie Goslich.
| ID-Nr.            | Lage                                  | Bezeichnung | Beschreibung | Bild |
| ----------------- | ------------------------------------- | --- | --- | --- |
| 09190165          | auf dem Franzensberg (Lage)           | Aussichtsturm Hohe Warte Karlsturm                                                                                      | Der Karlsturm oder auch Carlsturm wurde 1869/1870 als Belvedere erbaut, der Entwurf stammt vom Prinzen Carl von Preußen. Hier befand sich ein Teil der Waffensammlung des Prinzen. Nach dem Verkauf wurde das Gebäude zu einem Wohnhaus umgebaut. Nach dem Zweiten Weltkrieg war der Turm Schulhort, Wohnhaus und wurde von der Staatssicherheit genutzt. Die Staatssicherheit stockte das Haus auf. | Aussichtsturm Hohe Warte Karlsturm                                                                                      |
| 09191043          | (Lage)                                | Zwei Bronzeskulpturen mit Resten des Brückengeländers Baumgartenbrück, südlich der Baumgartenbrücke                     | Südlich der Baumgartenbrücke befinden sich zwei Bronzefiguren, diese stellen zwei Fischotter da. Diese Fischotter wurden 1908 von Stephan Walter erstellt. Sie standen an der Vorgängerbrücke, diese wurde 1945 zerstört. | weitere Bilder |
| 09190568          | Am Grashorn 10 (Lage)                 | Villa | Die Villa wurde 1904 im Stil des Späthistorismus erbaut. Die Villa hat unterschiedliche An- und Vorbauten und wird überragt von einem viergeschossigen Turm. Die Fassade zur Havel ist geprägt von einem Risalit in einem Altan und Blendgiebeln. | weitere Bilder |
| 09191033          | Am Petzinsee 10 (Lage)                | Landhaus | | BW |
| 09190823          | Am Wasser 44 (Lage)                   | Villa Maurus (ehemaliges Fährhaus) mit Nebengebäude                                                                     | Die Villa wurde 1903 als Fährhaus und Gaststätte errichtet. Im Jahre 1922 kauft das Haus Willy Vogel, der Direktor der Gottfried Lindner AG, er baute das Haus um. Es ist ein eingeschossiger Bau mit einem Mansarddach. Die Fassaden zur Straße und zum Wasser sind geprägt von turmartigen Risaliten. Zu dem Fährhaus gehört ein Nebengebäude, es waren mal Toiletten. | Villa Maurus (ehemaliges Fährhaus) mit Nebengebäude                                                                     |
| 09190878          | Am Wasser 2 (Lage)                    | Gasthof „Am Grashorn“                                                                                                   | Erbaut wurde das Gasthaus wahrscheinlich zu Beginn des 19. Jahrhunderts. Es ist ein zweigeschossiges Haus mit einem Krüppelwalmdach. In der Mitte des Daches befindet sich eine Gaube. | Gasthof „Am Grashorn“                                                                                                   |
| 09190930          | Am Wasser 5 (Lage)                    | Villa | Die Villa wurde 1995 erbaut. Es ist ein eingeschossiger mit einem Mansardwalmdach. Zur Straße hin befindet sich ein halbrunder Anbau. An der Linken Seite befindet sich der Eingang in einem Altan. Rechts vom Haus befindet sich eine Terrasse. Im unteren Teil des Daches befinden sich Gauben mit segmentbogigen Fenstern, im oberen Teil des Daches befinden sich Fledermausgauben. | Villa |
| 09190166          | Am Wasser 19 (Lage)                   | Handweberei | Das Wohnhaus wurde um 1750 erbaut, es ist ein traufständiges, eingeschossiges Haus mit einem Satteldach. Es hat fünf Achsen, der Eingang befindet sich in der Mitte. Es Standort des Aktiven Handweberei-Museums „Henni Jaensch-Zeymer“ | Handweberei |
| 09190847          | Am Wasser 49, 50 (Lage)               | Alte Dorfschule | Die Dorfschule wurde von 1860 bis 1861 erbaut. Es war eine Einklassenschule mit Lehrerwohnung. Von 1890 bis 1891 wurden die fünf Achsen um weitere drei Achsen erweitert, es entstand ein weiterer Klassenraum. Bis 1930 befand sich hier die Schule, ab da wurde das Haus als Wohnhaus genutzt. Es ist ein eingeschossiges, gelbes Sichtziegelhaus mit einem Satteldach und einem Drempel. Die Fassade ist gegliedert durch Lisenen und Friesband. | Alte Dorfschule |
| 09190631 Wikidata | Am Wasser 52 (Lage)                   | Dorfkirche | Die Dorfkirche ist eine neugotische Saalkirche aus den Jahren 1885 bis 1887. Das Dehio-Handbuch weist darauf hin, dass das Bauwerk bereits nach seiner Errichtung ausweislich einer Urkunde im Turmknopf als „Zierde in der romantischen Landschaft“ bezeichnet wurde. Es würdigt das Bauwerk als eines der „bemerkenswertesten neugotischen Landkirchen der Region.“. | weitere Bilder |
| 09191339          | Am Wasser 52 (Lage)                   | Grabstätte Carl Hartwig Gregor von Meusebach, auf dem Kirchhof                                                          | Von Meusebach war Präsident des Rheinischen Kassations- und Revisionshofes. Er wohnte in der Villa Hauffstraße 70. | Grabstätte Carl Hartwig Gregor von Meusebach, auf dem Kirchhof                                                          |
| 09190678          | Am Wasser 55, 56 (Lage)               | Gehöft mit Wohnhaus, Seitenflügel mit Tor, Quergebäude, Gartenpavillon und anschließendem Mauerzug als Rest der Pergola | Die 1929 entstandene Anlage befindet sich auf dem einstigen Pfarrgrundstück (vom ursprünglichen Pfarrhaus (1824) blieb nur noch der Keller erhalten) und späteren Gelände des Mustergartens der Königlichen Landesbaumschule. Die Gebäude sind um einen Hof gruppiert. Das Wohnhaus ist ein traufständiger, verputzter Ziegelbau mit Kalksteinsockel und weit überstehendem Krüppelwalmdach. Der Hofbereich zum Garten hin ursprünglich durch Pergola abgeschlossen, von dieser nur noch ein niedriger Mauerzug vorhanden. Das Anwesen bildet durch seine exponierte Lage südlich der Kirche einen markanten Blickpunkt im Alt-Geltower Ortskern. In Grundstruktur ist es letztes Zeugnis der Geltower Epoche jener landesgeschichtlich bedeutsamen Einrichtung. Das Wohnhaus ist zudem ein hervorragendes Zeugnis für die Architektur der Zwischenkriegszeit: In der Grundhaltung dem Heimatstil verpflichtet, bringt es die divergierenden architektonischen Tendenzen seiner Zeit – Heimatstil, Neoklassizismus, Funktionalismus und Prinzipien des Neuen Bauens zur Synthese. Die letzte Sanierung erfolgte 2004 bis 2008. | Gehöft mit Wohnhaus, Seitenflügel mit Tor, Quergebäude, Gartenpavillon und anschließendem Mauerzug als Rest der Pergola |
| 09190164          | Auf dem Franzensberg 1, 1a (Lage)     | Landhaus Dr. Frank mit Gärtnerhaus und Parkgelände                                                                      | Das Landhaus wurde 1928–1930 nach einem Entwurf des Architekten Ernst L. Freud (Sohn von Sigmund Freud) erbaut; Bauherr war Theodor Frank, ein Bankier jüdischen Glaubens, unter anderem Vorstandsmitglied der Deutsche Bank AG. Das Haus ist ein Ziegelbau aus verschiedenen Kuben im Stil der Neuen Sachlichkeit. Die ursprünglich bräunlich-violetten Klinker wurden bei der Renovierung 2005 durch rötliche Klinker ersetzt. Das Gartenhaus ist ein zweigeschossiger Bau. | weitere Bilder |
| 09190877          | Auf dem Franzensberg 17 (Lage)        | Villa | | Villa |
| 09190726          | Baumgartenbrück 2 (Lage)              | Wohnhaus / Holzhaus | Gilt als bedeutender Beitrag zu den Geltower Sommerhäusern. Eingeschossiger Fachwerkbau mit Verbretterung und auffällig steilem Satteldach. Erbaut etwa 1905. | Wohnhaus / Holzhaus |
| 09190858          | Baumgartenbrück 7 (Lage)              | Wohnhaus mit Nebengebäude                                                                                               | Errichtet 1914/15 (mündl. Auskunft) in Formen des Heimatstils. Ein- und zweigeschossig (aufgrund der Hanglage), Ziegel massiv und verputzt, Mansardwalmdach. Das geschlossen erhaltene Anwesen ist ein anschauliches Zeugnis für den Heimatstil, dem es weniger auf Repräsentation, sondern vielmehr auf behagliches Wohnen ankam. Charakteristisch das mächtige Dach, der symmetrische Aufbau, die zurückhaltende Putzgliederung der Fassaden und die Klappläden. Die mit dem ländlichen Bauen assoziierte Fachwerkbauweise des Nebengebäudes kennzeichnet die Gebäude klar in ihrer Hierarchie und dient gleichzeitig der optischen Bereicherung der Anlage. | Wohnhaus mit Nebengebäude                                                                                               |
| 09190929          | Baumgartenbrück 8 (Lage)              | Pfarrhaus | Eingeschossiger, im Heimatstil entworfener schlichter Ziegelbau in Hanglage mit Satteldach. Er legt Zeugnis ab von der Verlegung des Pfarrsitzes von Caputh nach Geltow. Datiert auf 1904/1905. Rückwärtig vom Pfarrhaus (im Nutz- und Ziergarten) befindet sich ein kleines Wirtschaftsgebäude mit Satteldach. | Pfarrhaus |
| 09190963          | Chausseestraße 4 (Lage)               | Wohnhaus mit Stallgebäude und Einfriedung                                                                               | Ende 19. Jh. eingeschossiger, traufständiger Ziegelbau auf hohem Sockel unter Satteldach. Fünfachsige Sichtziegelfassade mit Stuckgliederung in historistischen Formen. Unverändert der ursprüngliche Grundriss. Hofgebäude (z.T. verputzt) mit Drempel und Satteldach, parallel zum Haupthaus. Erbaut 1860 als Stall für den Vorgängerbau. Seitliche Hofeinfahrt und Hoffläche mit Ziegelpflasterung. Von der Einfriedung bewahrt zwei Torpfosten aus gelben Ziegeln sowie eiserner Vorgartenzaun. Gut erhaltenes Beispiel für die neue Generation von Kolonistenhäusern, die im späten 19. Jh. die Häuser aus der Gründungszeit der Kolonie zu ersetzen begannen und die, ebenso wie die älteren Obstgärtnerhäuser, von der Hofseite erschlossen wurden. Mit seiner verhältnismäßig aufwendig gestalteten Stuckfassade bildet das Haus einen Blickfang in der Chausseestraße. | Wohnhaus mit Stallgebäude und Einfriedung                                                                               |
| 09190168          | Hauffstraße, Caputher Chaussee (Lage) | Gedenkstein für Heinrich Luther                                                                                         | Der Gedenkstein wurde 1968 aufgestellt. Es ist ein Findling, die Inschrift ist verloren gegangen. Der Stein ist zum Gedenken an Heinrich Luther aufgestellt worden, der 1938 von der Gestapo verhaftet worden. Luther war der Begründer der KPD-Ortsgruppe Geltow. | Gedenkstein für Heinrich Luther                                                                                         |
| 09190879          | Hauffstraße 70 (Lage)                 | Villa Stern mit Teilen des Gartens                                                                                      | Erbaut um 1912/13 am Hang des Franzensberges für den Berliner Bankier Julius Stern, der den Einzug nicht mehr erlebte. Der Bau ersetzte eine frühere Turmvilla (1840). Zweigeschossiger Putzbau mit Flachdach als Beispiel für großbürgerlichen Villenbau in der Zeit nach 1900. Besondere Bedeutung kommt der Raumgestaltung van de Veldes zu. Erste Gartengestaltungen Anfang der 1840er Jahre durch Lenné. Auf Umgestaltung folgte nach 1945 eine Verkleinerung der Gartenanlage, von der heute nur noch Reste erhalten sind. | Villa Stern mit Teilen des Gartens                                                                                      |
| 09190167          | Hauffstraße 92 (Lage)                 | Chausseehaus mit Stallgebäude                                                                                           | Eingeschossiges Gebäude (T-Grundriss) unter einem Krüppelwalmdach. Erbaut vermutlich im 18. Jh. Der Risalit im Mittelteil kam im 19. Jh. ergänzend hinzu. Ab ca. Mitte 19. Jh. wurde das Chausseehaus ausschließlich als Wohnhaus genutzt. Aus dieser Zeit stammt auch der Stall. Er steht auf der linken Seite des Hofes hinter Toreinfahrt. | Chausseehaus mit Stallgebäude                                                                                           |

### Kammerode
| ID-Nr.   | Lage             | Bezeichnung              | Beschreibung | Bild           |
| -------- | ---------------- | ------------------------ | --- | -------------- |
| 09191632 | Kammerode (Lage) | Kriegerdenkmal Kammerode | Das Denkmal wurde in den 1920er Jahren errichtet und besteht aus Feldsteinen. Ein genaues Datum ist unbekannt. Auf einer Tafel eingestanzt sind die Namen von im Ersten Weltkrieg gefallenen Soldaten aus Kammerode. An erster Stelle steht der Name Fritz von Rochow. Kammerode befand sich im Besitz der Familie. 2017 wurde das Denkmal restauriert. Ursprünglich befand sich auf dem Denkmal ein Kreuz in Form eines Eisernen Kreuzes. Es ging verloren und wurde durch eine Steinkugel ersetzt. | weitere Bilder |

### Wildpark-West
Wildpark-West entstand in den 1930er Jahren. Hier wurden Villen gebaut auf dem Gebiet des Gallins. Das Gallin war ein Wiesengelände, welches schon früh als kurfürstliches Jagdgebiet diente. 1928 wurde geplant, das Gebiet zu bebauen, 1931 wurde es parzelliert. Bebaut wurde es ab 1933, die Architekten waren Otto von Estorff und Gerhard Winkler.
| ID-Nr.   | Lage                   | Bezeichnung | Beschreibung | Bild     |
| -------- | ---------------------- | ----------- | --- | -------- |
| 09191409 | Am Ufer 4 (Lage)       | Wohnhaus    | Das Haus wurde von 1938 bis 1939 als Doppelhaus erbaut. Es ist ein eingeschossiges Haus mit einem Satteldach. An der Straßenseite links befinden sich kleinere Anbauten, auf der Gartenseite auf jeder Seite Seitenflügel. Im Garten ist der ursprüngliche Baumbestand erhalten. | Wohnhaus |
| 09191410 | Am Ufer 6 (Lage)       | Wohnhaus    | Dieses Haus wurde nach einem Entwurf des Architekten Wilhelm Diekmann im Jahre 1936 erbaut. Es ist ein eingeschossiges Haus mit einem Walmdach. Von der Straße ist links im Kellergeschoss eine Garageneinfahr.                                                                  | Wohnhaus |
| 09191411 | Am Ufer 11 (Lage)      | Wohnhaus    | Das Haus wurde zwischen 1934 und 1938 erbaut. Es ist ein eingeschossiges Haus mit einem Walmdach. Rechts befindet sich eine Garage, diese wurde aber später hinzugebaut. Rechts ist der Eingang zum Haus.                                                                        | Wohnhaus |
| 09191412 | Am Ufer 11a (Lage)     | Wohnhaus    | Das Haus wurde zwischen 1934 und 1938 erbaut. Es ist ein eingeschossiges Haus mit einem Walmdach. Es ist ähnlich dem Haus Am Ufer 11 gebaut. | Wohnhaus |
| 09191049 | Am Ufer 22 (Lage)      | Wohnhaus    | | Wohnhaus |
| 09191413 | Am Wasserwerk 9 (Lage) | Wohnhaus    | Der eingeschossige Putzbau mit Walmbach und hohem Sockel wurde 1938/39 erbaut. | Wohnhaus |
| 09190991 | Amselweg 7 (Lage)      | Wohnhaus    | Der eingeschossige Putzbau mit Satteldach entstand 1938 nach einem Entwurf von Estorff und Winkler. | Wohnhaus |
| 09191414 | Amselweg 11 (Lage)     | Wohnhaus    | Das Haus wurde 1938 nach einem Entwurf von Estorf und Winkler erbaut. Es ist ein eingeschossiges Haus mit einem Satteldach. | Wohnhaus |
| 09191050 | Fuchsweg 37 (Lage)     | Wohnhaus    | Dies Haus wurde vor 1938 vermutlich ebenfalls nach einem Entwurf von Estorf und Winkler erbaut. Es ist ein eingeschossiger, traufständiger Putzbau mit Satteldach mit einem Sockel aus roten Ziegeln.                                                                            | Wohnhaus |